# Saint-Jory-las-Bloux
Saint-Jory-las-Bloux település Franciaországban, Dordogne megyében. Lakosainak száma 239 fő (2022. január 1.). Saint-Jory-las-Bloux Corgnac-sur-l’Isle, Saint-Sulpice-d’Excideuil, Saint-Germain-des-Prés, Coulaures, Savignac-les-Églises, Sorges-et-Ligueux-en-Périgord és Négrondes községekkel határos.

## Népesség
A település népessége az elmúlt években az alábbi módon változott:
| Lakosok száma | 271  | 251  | 241  | 246  | 247  | 238  | 236  | 236  | 238  | 239  |
|               | 1968 | 1982 | 1990 | 2006 | 2013 | 2015 | 2017 | 2019 | 2020 | 2022 |